# توفاسيتينيب
توفاسيتينيب (بالإنجليزية: Tofacitinib)‏ هو دواء يُستعمل في علاج:
- التهاب المفاصل المتعدد[9]
- التهاب المفاصل[9]
- التهاب القولون التقرحي[9]
- ثعلبة[9]
- صلع[9]